# شبکه بین‌المللی حمایت از مصرف‌کننده و مشتری
شبکه بین‌المللی حمایت از مصرف‌کننده و مشتری (ICPEN)، (به انگلیسی: International Consumer Protection and Enforcement Network) که قبلاً شبکه بین‌المللی نظارت بر بازاریابی (IMSN) بود، شبکه ای جهانی از مراجع حمایت از مصرف‌کننده است که درگیر حل اختلاف و مشارکت بین آژانس‌های اجرای قانون برای اختلافات ناشی از تجارت در سراسر مرزهای بین‌المللی است. بسیاری از اعضا همچنین عضو سازمان همکاری و توسعه اقتصادی (OECD) هستند.

## تاریخچه
نمایندگان استرالیا، اتریش، بلژیک، کانادا، دانمارک، فرانسه، فنلاند، آلمان، هلند، مجارستان، ایرلند، ژاپن، نیوزلند، نروژ، پرتغال، اسپانیا، سوئد، سوئیس، انگلستان و ایالات متحده در سال ۱۹۹۲ با حضور نمایندگان OECD و اتحادیه اروپا ICPEN را تأسیس کردند. یونان، ایتالیا و لوکزامبورگ بعداً در همان سال به این شبکه پیوستند.